# Ялинцівська сільська рада
Ялинцівська сільська рада — колишній орган місцевого самоврядування в Кременчуцькому районі Полтавської області з центром у селі Ялинці. Кількість мешканців на 2001 рік становила 1228 жителів.

## Населені пункти
1. с. Ялинці
2. с. Воскобійники
3. с. Кіндрівка
4. с. Михайленки
5. с. Пухальщина
6. с. Самусіївка

Раніше входили до складу Ялинецької сільської ради села Недогарки, Панівка, Пащенівка, Рокитне-Донівка.

## Історія
28 жовтня 1966 р. рішенням облвиконкому центр Пухальщинської сільради Кременчуцького району перенесено в с. Ялинці, а сільраду перейменовано в Ялинцівську.

## Влада
Загальний склад ради — 16
Сільські голови
- Краплина Олександр Петрович

31.10.2010 — зараз
26.03.2006 — 31.10.2010